# TN 85

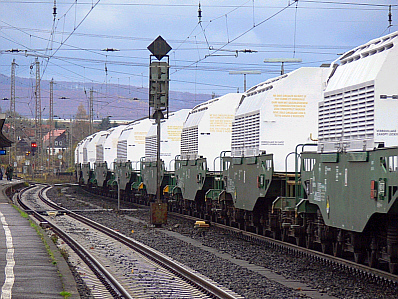
TN 85

TN 85 ist ein in Frankreich entwickelter Transportbehälter für hochradioaktiven Abfall. TN steht für Transnucléaire und ist heute ein registriertes Warenzeichen von Cogema Logistics.
In den Container aus Schmiedestahl passen 28 Glaskokillen mit einem Gewicht von jeweils 400 Kilogramm. Sein Vorteil besteht darin, dass der Abfall heißer sein kann als bei dem bis dahin von GNS in Deutschland entwickelten CASTOR HAW20/28CG. 
Beim Atommülltransport im November 2008 wurden elf Behälter vom Typ TN 85 mit jeweils 28 Kokillen von La Hague nach Gorleben transportiert. Aufgrund der höheren Wärmeleistung der neueren Glaskokillen wurden neue Transportbehälter benötigt, wobei der  entsprechende deutsche CASTOR HAW28M nicht rechtzeitig zugelassen werden konnte. Daher wurde auf die bereits seit 23. Mai 2007 vom BfS zugelassene französische Variante zurückgegriffen. Beim Folgetransport im November 2010 kam (neben zehn Behältern vom Typ CASTOR HAW28M) einer vom Typ TN 85 zum Einsatz.